# Sentry Hill
Sentry Hill is een berg in het Caraïbische land Sint Maarten.
Met 340 meter is Sentry Hill het hoogste punt dat geheel aan de Nederlandse kant van het eiland Sint Maarten ligt.